# Batalla de Juana de Ávila
La batalla de Juana de Ávila fue un enfrentamiento militar librado el 24 de abril de 1822, durante la guerra de Independencia de Venezuela, entre las fuerzas realistas del capitán Juan Ballesteros y las patriotas del coronel José Rafael de Las Heras, acabando con la victoria de estas últimas.

## Antecedentes
A comienzos de 1822, el capitán general Miguel de la Torre había conseguido recuperar Coro gracias al envío de una expedición encabezada por él mismo y el brigadier realista Francisco Tomás Morales. Poco después, La Torre regresó a Puerto Cabello. El 4 de febrero, Morales le informó a La Torre que había convocado una reunión de oficiales para tratar la falta de víveres, concluyendo que sólo tenían hasta marzo. A raíz de esto, en cuanto volvió a la ciudad, La Torre le envió instrucciones a Morales. El brigadier Morales respondió que estaba dispuesto a embarcarse «mañana mismo (...) si Vs, lo hubiera a bien [sic]», sólo recomendando que se haga una distracción en Puerto Cabello para impedir que los republicanos que sitiaban la plaza no enviaran ayuda a Coro. Zarpó en febrero. En cuanto llegó a Coro, Morales decidió avanzar por tierra sobre Maracaibo, partiendo el 22. La salida de la expedición permitió aligerar el hacinamiento de las tropas en la plaza, pudo mejorarse la atención sanitaria y obligó a los sitiadores a retirar parte de sus tropas.
Morales inició su marcha por tierra para también reconquistar Maracaibo con 3.000 soldados. El coronel Judas Tadeo Piñango salió de Barquisimeto el 1 de abril y el día 11 ocupó Cumarebo con 2.000 infantes y 200 jinetes. Entre tanto, Morales había llegado a Los Puertos de Altagracia, donde desbarató los preparativos del coronel patriota José Rafael de Las Heras para avanzar desde allí sobre Coro con 1.000 colombianos y 250 irlandeses del mayor Thomas Ilderton Ferrier. Morales se aproximó a apenas 20 leguas de Maracaibo, y el gobernador, contraalmirante Lino de Clemente, publicó una proclama llamando a los vecinos a defender la ciudad. Les llegaron refuerzos de distintas plazas y los marabeños se mostraron muy activos en preparar la defensa pero jamás hubo ataque. Ante el avance de Piñango, temeroso de verse atrapado entre fuerzas republicanas y quedar aislado de Puerto Cabello, Morales decide marchar con la mayoría de su ejército hacia Coro.
El general Morales había organizado dos pequeñas fuerzas para atacar Maracaibo al mando del capitán Juan Ballesteros y el teniente coronel Lorenzo Morillo. Bajo la cobertura de la noche y ayudados por brisas favorables, el primero cruzaría a barlovento (sur) de la ciudad y el segundo a sotavento (norte), a una legua de distancia entre sí, gracias a piraguas de realistas locales o capturadas por los indios de Lagunillas; estos últimos había sido ganados para la causa monárquica por el fray José Antonio Ávila.

## Fuerzas enfrentadas
Edgar Esteves González creía que Ballesteros mandaba unos 216 efectivos y Morillo otros 600. Según José María Baralt, el primero contaba con 216 soldados y el segundo con 565. Nicolás González Chávez dice que el primero tenía 216 plazas a sus órdenes y el segundo 700. José Manuel Restrepo en su Historia de la revolución de la República de Colombia afirma que Ballesteros y Morillo disponían de 220 y 600 combatientes respectivamente, aunque en el Diario político y militar, obra de 4 volúmenes que escribió entre 1818 y 1858 y sólo se publicó en 1954, dice que Morillo mandaba a 700 soldados, en su mayoría corianos; también menciona que la unidad al mando de Ballesteros era el batallón Casicure. El obispo de Maracaibo, Gustavo Ocando Yamarte, cree que dicho batallón se componía de 400 soldados de infantería y una compañía de caballería del mismo nombre y conformada por 100 jinetes.
Alexander Walker cree que el capitán contaba con 500 combatientes y el teniente coronel con 400. El militar e historiador venezolano Francisco Alejandro Vargas Ders creía que en total unos 1.000 soldados realistas se perdieron en esta expedición, dividiéndose en mitades los que estaban con cada oficial. El propio contraalmirante Clemente afirma que Morillo tenía una fuerza de 750 hombres y Ballesteros otros 350. Carlos Benedetti afirma que el teniente coronel disponía de 600 soldados y el capitán de 220.
Respecto a las fuerzas patriotas, González Chávez afirma que 500 soldados seguían a Clemente y 400 a Heras. El brigadier Morales, afirma creer que Soublette, a quien erróneamente atribuye la derrota de Morillo, tenía 500 a 600 soldados, incluyendo 100 que aportó el sacerdote Andrés Torrellas.

## Batalla
El 22 de abril, Ballesteros logró cruzar desde los Puertos de Altagracia al sitio de El Empedrado, cerca del hato de La Hoyada, y avanza hasta el hato Juana de Ávila, a media legua de la ciudad de Maracaibo. La casa estaba rodeada de diferentes corrales que sirvieron de fuertes empalizadas. Dos días después, a las 15:00 horas ataca el batallón Maracaibo con el coronel Las Heras a la cabeza a lomos de su caballo. Para su fortuna, los realistas son incapaces de hacer funcionar sus cañones y deben contentarse con cargas cerradas de fusilería. Después de media hora, el coronel detecta la ubicación del capitán enemigo y ordena cargar con las bayonetas con él a la cabeza, pero su montura cae en una trinchera y el oficial muere al estrellarse con una roca. El mando es tomado por sus lugartenientes, pero sucesivamente son muertos en el combate, lo que no impide a los patriotas abrirse paso hasta asaltar la posición realista.
En la lucha final, Ballesteros se defendió bravamente, pero una metralla le destrozó la mandíbula inferior. Fue llevado con vida ante el contraalmirante y cuando le preguntó cómo era posible que un coriano como él luchara contra la independencia de su patria, mientras que el cubano Las Heras había muerto por ella. Ballesteros sostuvo su mandíbula con la mano izquierda y trazó con la derecha en la tierra Viva el Rey. Clemente se impresionó ante el valor de su enemigo y ordenó que lo llevaran a Maracaibo para tratar de salvarlo, pero el capitán murió en el viaje, siendo enterrado con honores militares. Los monárquicos habían sufrido 47 muertes en el combate.
A la noche del 23 de abril, Morillo desembarcó en el manglar de La Cañada, a seis leguas de la ciudad, pero son atacados, y en búsqueda de refugió, la columna se internó por Perijá. El día 26, el regimiento Criollo de Tiradores atacó resueltamente a la columna realista, que resistió varios ataques hasta empezar a pactar su capitulación. Morillo y sus hombres se rindieron al contraalmirante Clemente, firmada el 4 de mayo. Fueron capturados 44 oficiales y 518 soldados; algunos optaron por unirse al ejército patriota cuando se les ofreció.

## Consecuencias
Los pocos sobrevivientes fueron capturados con su capitán y junto a la totalidad de los soldados de Morillo fueron trasladados por mar hacia Santiago de Cuba, aunque primero desembarcarían en la colonia británica de Jamaica y luego serían llevados a Cuba. Sin embargo, una noche antes de salir del lago de Maracaibo, con todos sus hombres en los barcos, Morillo cayó al agua y se ahogó sin que nunca se supera la causa.
El capitán de navío, Ángel Laborde y Navarro, jefe naval español, es muy criticó de Morales, afirmando que sacrificó a 800 hombres al hacerlos cruzar la laguna y con el único fin de distraer a 2.000 soldados enemigos. Además, lo acusa de estar obsesionado con la idea de recuperar Maracaibo, aún cuando el enemigo se aproximaba a la capital provincial con cuatro batallones que sumaban 2.000 infantes y 300 jinetes. Según el marino español, Morales dejó sólo al coronel Juan Tello, quien debía defender una ciudad abierta y ubicada en un llano como Coro y su puerto con 300 hombres, incluyendo enfermos en los hospitales. El 15 de abril decide evacuar a todos sus hombres a Guaibacoa, pues Coro es imposible de defender. El pueblo estaba a medio camino entre Coro y Cumarebo, a dos leguas de la costa, su intención era apoderarse de las alturas de Cumarebo para intentar una defensa.
En el este, el coronel Piñango va hacia Coro, el capitán Carlos Núñez avanza hacia La Vela de Coro. El 17 de abril, Núñez vence en Chipare al coronel Tello y luego se reúne con el coronel. La derrota fuerza a Tello a refugiarse en la serranía, organizando guerrillas que en las noches se dedicaron a robar caballos y asistentes en las mismas calles de Coro. Por su parte, Morales se entera de la derrota y se da cuenta de lo mala de su situación, pues Piñango podría fácilmente acorralarlo y decide recuperar la capital provincial.
Piñango y Núñez salen el día 27 para Pedregal, donde se unen con Juan de los Reyes Vargas. Entre tanto, Morales llega a Sasárida pero Piñango, ignorante que el general realista había dividido sus fuerzas, opta por retirarse a Carora. Allí se une al general patriota Carlos Soublette el 9 de mayo, quien había salido de Caracas el 2 de abril y llegado a Barquisimeto el día 15. Su ejército estaba en muy malas condiciones, con más de 700 hombres en hospitales de campaña y el resto con su moral por el piso. La maniobra de Piñango había cumplido su propósito: socorrer a Maracaibo. Poco después, Morales manda reconstruir el batallón Casicure con sus sobrevivientes y los Dragones de Coro, que estaban en Carigua a las órdenes del comandante José de la Torre, esperándose reconstituir una fuerza de 500 efectivos para defenderse de todo ataque desde Maracaibo.